# Hel (bogini)

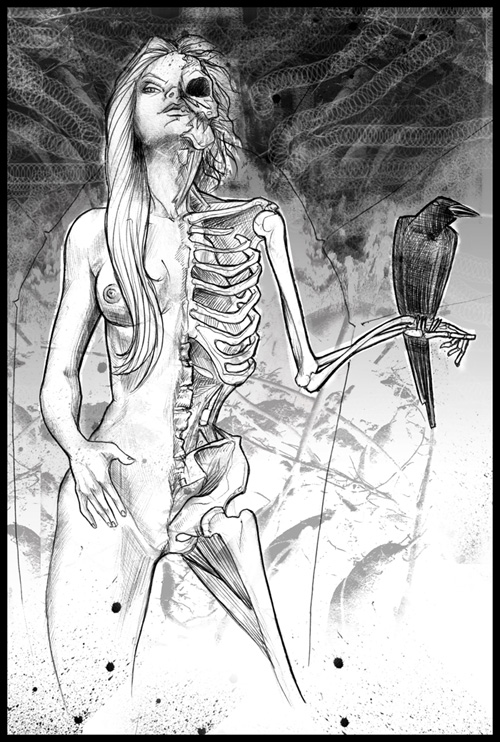
Współczesna artystyczna wizja Hel

Hel (Hella, Hlle) – w mitologii nordyckiej władczyni krainy zmarłych śmiercią naturalną – Helheimu (niekiedy utożsamianej z piekłem), personifikacja śmierci, córka boga imieniem Loki i przerażającej olbrzymki Angerbody. Jej braćmi byli wilk Fenrir i wąż Jormungand. Hel według mitów uległa jedynie częściowemu rozkładowi – zachowała twarz i ciało żywej kobiety, natomiast jej nogi były szkieletem. Hel bywa też przedstawiana jako osoba, której połowa ciała była ludzkiego koloru, druga przerażała trupią zgniłogranatową barwą. Siedzibą Hel jest Niflheim, skąd rządzi duszami zmarłych. Na środku stał stół „głód”, na nim spoczywał nóż „łaknienie”, a wokół krzątały się sługi „leniuch” i „spóźnialska”. Zasiadała na tronie zwanym „Łożem chorych”. Była boginią bezlitosną – odmówiła uwolnienia ze swego królestwa zabitego na skutek intrygi Lokiego boga Baldura, mimo że jego brat Hermod osobiście udał się do piekieł, aby ją o to prosić. Hel miała kochanka, boga zimy Ulla, który spędzał z nią kilka miesięcy w roku. Gdy nadejdzie Ragnarok, dusze jej poddanych wyruszą do walki przeciw bogom.
Hel to także pierwotna nazwa piekła w mitologii nordyckiej. Dostęp do tej krainy wiedzie przez jaskinię o nazwie Gnipahellir i jest strzeżony przez dwugłowego psa o imieniu Garm. Najgłębiej umieszczoną częścią tej krainy jest Nastrond, przedstawiany jako kraina poprzecinana rwącymi strumieniami i rozlanym wokół morzem kwasu i jadu, w którym brodzą najgorsi przestępcy, zdrajcy itp. Tam też mieści się siedziba Nidhogga, potwornego smoka, który zjada korzenie Yggdrasilu, Drzewa Świata.
Od jej imienia pochodzi nazwa piekła w językach germańskich m.in.:
angielskim (Hell) oraz niemieckim (Hölle)